# 罗青长
罗青长（1918年9月4日—2014年4月15日），四川省苍溪县人，中国共产党及中华人民共和国前官员，曾长期在情报及对台系统工作，其子為少將和軍事家罗援。

## 生平

### 投身革命
罗青长1918年9月出生于四川省苍溪县。1931年至1934年，在苍溪县中学学习，其间从事学生运动以及农民运动。1932年，在苍溪县中学秘密加入中国共产主义青年团。1934年8月，红四方面军红三十军八十九师攻占苍溪县，16岁的罗青长和其他23名小同伴参加红军。1952年阔别家乡18年的罗青长回到苍溪县时，这23人中仅3人幸存。参加红军后，罗青长正赶上红四方面军反六路围攻的尾声，随后又参加了广昭战役、陕南战役。
其间，1934年11月7日，罗青长在巴中县举行的川陕省第四次党代表会上，亲眼见到廖承志（何柳华）被张国焘以莫须有的罪名关押，罗青长以为廖承志被处决了。后来长征途经北川县石崖下时，正躲雨的罗青长又与廖承志相遇，趁卫兵没注意，罗青长想询问廖承志的情况并安慰，廖承志倒毫不沮丧，还风趣地向罗青长吐了吐舌头。

### 参加长征
1935年3月，红四方面军在苍溪县开始强渡嘉陵江作战，罗青长遂告别家乡，随部队开始长征。红军驻大金川时，罗青长任武工队队长。一次，他和少年先锋队指挥部的熊作芳前去联络被国军围困在崇化县照壁山的一座喇嘛寺内的妇女独立连，他们来到该喇嘛寺时，见到的是残垣断壁及未熄的余烬，30多位红军女战士已全部遭国军枪杀。其中有位罗青长认识的四川省达县籍的女战士高丽生，为一16岁的中学生，牺牲时紧握手榴弹，双目圆睁。这一情景刻在了罗青长的脑中。一次战斗中，罗青长和于桑在大金川崇化县独松渡口的一条战壕内，国军向他们扫射，尘土飞扬，两人的脸上沾满鲜血，不知是谁负伤了，两人便抢着为对方包扎，于桑擦掉脸上血迹，朝罗青长微微一笑，两人又继续战斗。
艰苦卓绝的长征途中，罗青长十分疲劳，有时行走着便睡着了。有一次在草地短暂休息后，他又随部队出发，走到半途才发现枪丢了。他正要返回寻找，忽见干部大队指导员傅崇碧帮他扛着枪，傅崇碧对罗青长说：“罗青长，死人也要守着四块板板么！你这个当兵的，怎么敢把家伙丢了？ ”罗青长对此终生难忘。在张国焘的率领下，红四方面军三次过雪山草地，每次都减员不少。有一位和罗青长同班的活泼的小战士，因总喜欢张着嘴笑而获绰号“叉口”，过草地时，这位小战士因饥寒交迫而倒下，临死前拉着罗青长的手说道：“罗青长，我不行了，你们去把红旗插遍全中国吧！”过岷山时，大雪在寒风中纷飞，与罗青长同班的姜钟因为年幼体弱，又患雪盲症，行动困难，但在班里战友们的帮助下终于过了岷山。藏族人天宝（桑吉悦希）也是在与战友们的相互搀扶下过了草地，日后见面时，天宝仍称罗青长为“老班长”。
1936年夏，罗青长率武工队完成了筹粮任务之后寻找部队，在丹巴县两河口发现渡河桥梁遭国军烧毁，河水湍急，武工队会游泳者不过半，国军追兵将至。罗青长遂命大家解下绑腿，连结成绳子，让会游泳者和不会游泳者交叉抓住绳子，一同下河，顺流而下，在国军追及前抵达河东岸的红九十一师师部。
红二、四方面军会师后，罗青长调往红军总政治部担任青年干事。1936年10月，红一、二、四方面军会师甘肃省会宁县后，西路军政治部副主任曾传六要将罗青长调到西路军担任抗日少年先锋团组织股长，但总政治部副主任傅钟决定将罗青长留在红军总部政治处。因此罗青长躲过了随西路军覆灭的劫难。1936年，罗青长加入中国共产党。

### 情报工作
红军到达陕北后，罗青长随吴德峰调往“东北军工作委员会”（简称“东工委”）工作。1937年至1938年，罗青长在延安中共中央党校学习，任青年委员，教员、研究员。
1938年7月，罗青长从中共中央党校毕业，当即进入中共中央社会部情报训练班第二期（办学地点在延安枣园）接受为期4个月的学习，班长吴成（原是参加过上海工人武装起义的工人），班主任白栋才（自中共中央西北局调来的陕北干部），支部书记由罗青长兼任。1938年12月，罗青长从情报训练班第二期毕业后，便成为中共中央社会部的秘密干部（简称“秘干”），奉派前往西安。
1938年底到达西安后，罗青长的公开身份是八路军西安办事处（简称“八办”）主任林伯渠的机要秘书，实际他还兼任党支部书记，负责“八办”内部安全保卫工作。1939年，罗青长打入胡宗南的部队，任国民革命军第三十八军（原为杨虎城旧部）中尉书记员，随后还任三青团西京分团办事员。在吴德峰领导下，罗青长从事胡宗南军队内部以及西安的中共地下情报系统工作，并负责安吴训练班的保卫工作。
1940年，罗青长在西安的胡宗南部队潜伏期间，遇到杜希健女士。当时，杜希健经延安的中共中央社会部报务大队培训，奉派搭乘周恩来的卡车抵达西安，被分配到西安吴德峰情报系统担任报务员，由罗青长领导。罗青长和杜希健渐生爱情，后经中共党组织批准，二人在西安结婚，只有陶斯咏（和罗青长单线联系的地下交通员）携女儿参加婚礼。
1941年，罗青长奉命从西安调回延安，先任中共中央社会部副部长李克农的秘书，后来进入中共中央社会部一室工作。
1946年，第二次国共内战爆发，中共中央社会部的情报工作日益重要。1947年3月18日晚，胡宗南的国军已逼近延安，毛泽东、周恩来等人率中央纵队（留在陕北的中共中央前委机关实行军事编制，称“中央纵队”）离开延安，开始转战陕北。时任中共中央社会部一室主任的罗青长也是中央纵队成员，主管敌区情报工作以及联络工作，每日向毛泽东、周恩来等人报告全国各战场动态。后来，在第二次国共内战期间，罗青长升任中共中央社会部副部长。

### 中华人民共和国
1954年，罗青长任周恩来总理办公室副主任、国务院副秘书长，分管外交、情报、对台工作。罗青长参与侦破1963年台湾方面的特务阴谋刺杀时任中华人民共和国主席刘少奇的“湘江案”。当时，国家主席刘少奇访问柬埔寨，罗青长任前方安全领导小组组长。在柬埔寨，为了保证刘少奇的安全，罗青长临时和刘少奇交换了坐车。罗青长还参与破获了台湾方面特务企图谋杀国务院总理周恩来的“克什米尔公主号”事件。他还参与了前中华民国副总统李宗仁归国等重要工作。
1955年，潘汉年案发生，按照周恩来的要求，由李克农牵头，总理办公室副主任罗青长出任组长，罗青长与其他两人组成了三人调查小组。该小组花费3个月，调查了潘汉年当年与中央的往来文电，整理出一份审查材料，向中央建议对此案进一步审查核实，并提出五大反证以证明潘汉年的清白。但这份报告未获重视。
中华人民共和国时期，他先后任中共中央军委联络部副部长，中共中央调查部副部长。1970年代初期，中共中央调查部恢复工作后，罗青长任部长，一直任至1982年中共中央调查部并入新组建的国家安全部。
1966年文化大革命爆发后，罗青长一度受到冲击，被打成“黑孔（原中共中央调查部部长孔原）集团黑干将”遭到关押，后又被康生打成“反革命集团”。但由于罗青长的工作较为特殊，故罗青长受到周恩来的保护，其业务领导地位基本未中断。
1952年起，罗青长兼任中央对台工作领导小组办公室主任，在总理周恩来的领导下长期负责对台湾工作。1975年9月4日，病中的周恩来见《参考消息》转载的《访蒋经国旧部蔡省三》一文，随即批示：“请罗青长、家栋对蔡省三的4篇评论的真实情况进行分析，最好找王昆仑、于右任的女婿屈武等人，弄清真相，以便××（两字模糊）。周恩来，九月四日，托、托、托、托。”
1975年12月20日晨，病危的周恩来提出要见罗青长，工作人员请示中共中央政治局时，“四人帮”尚未起床，迟无答复。时任国务院副总理的邓小平闻讯当即表示：“这个时候了，总理要见谁，就见谁，不用请示！”罗青长赶到医院，周恩来说：“青长同志，我的时间不多，咱们抓紧时间谈工作吧。”听完罗青长有关台湾工作的汇报后，周恩来嘱咐：“不要忘记那些为人民做出过有益事情的老朋友……”随后周恩来陷入昏迷。再度苏醒后，周恩来对罗青长说：“我实在疲倦了，让我休息10分钟再谈。”直到下午1点多，周恩来又苏醒，但是神志已不太清楚。罗青长不得不退出，他也成为周恩来最后召见的人。
周恩来逝世后，罗青长出任周恩来治丧办公室副主任。按照周恩来的遗愿，在骨灰抛撒仪式中，罗青长和周恩来的两位卫士将周恩来的骨灰撒入江河湖海。
1976年四五运动时，罗青长的长子与长儿媳都被抓，罗青长身心遭重创，腹水8公斤，一度在北京医院报了病危。
中共十一届三中全会后，不少人提出潘汉年问题应重新审查，罗青长也就潘汉年的平反问题奔走呼吁。此时，中共中央副主席陈云宣布“潘汉年案不翻我死不瞑目。”最终潘汉年获得平反。1995年3月，罗青长发表《潘汉年冤案的历史教训》一文，回顾了潘汉年案的始末。
1960年，周恩来曾托张学良之弟张学铭及夫人朱洛筠转送一封亲笔信给张学良，信中称：“为国珍重，善自养心；前途有望，后会有期。”罗青长不知道此信是否最终转到张学良处。后来，罗青长在1992年和1996年先后两次手书，托人转送张学良。第二次转送的信终于被张学良看到。捎信人阎明光（阎宝航之女）为罗青长带回了张学良捧信沉思的照片。
2014年4月16日中国青年网记者从全国红军小学建设工程办公室理事会秘书长方强处得知，「2014年4月15日15时45分，原中共中央调查部部长罗青长同志因病在北京去世，享年96岁。」
罗青长是中共第十届、十一届、十二届中央委员，在中共十三大上当选为中共中央顾问委员会委员。他是第三届全国人大代表、第五届全国人大常委会委员。 

## 家庭
- 妻：杜希健
- 长子：罗抗
- 次子：罗挺，中国人民解放军海军少将
- 三子：罗援，曾任中国人民解放军军事科学院世界军事研究部副部长。现任全国政协委员、中国军事科学学会常务理事兼副秘书长、少将、研究员、博士生导师。
- 四子：罗振，第一太平戴维斯（中国）公司总经理[9]，纽约华荣集团总经理，美国中国留学人员联谊会常务副会长。
- 五子：罗挥
- 六子：罗扬